# 拉脱维亚大学列表
这是拉脱维亚大学和学院的列表。拉脱维亚大学和学院的认证机构是高等教育委员会（Augstākās izglītības padome）。

## 列表
国立大学（Valsts universitātes）
- 拉脱维亚大学
- 里加工业大学
- 斯特拉金什大学
- 陶格夫匹尔斯大学（英语：University of Daugavpils）
- 利耶帕亚大学（英语：University of Liepāja）
- 拉脱维亚生命科学与技术大学（英语：Latvia University of Life Sciences and Technologies）

国立学院（Valsts augstskolas）
- 拉脱维亚美术学院
- BA School of Business and Finance
- Jāzeps Vītols Latvian Academy of Music
- Ventspils University College
- Vidzeme University of Applied Sciences